# Гонди (род)
Гонди (Gondi) — знаменитые флорентийские банкиры, кредиторы рода Медичи, которые в XVI веке перебрались во Францию, где глава рода при содействии Екатерины Медичи приобрёл титул герцога Реца. На протяжении столетия четверо Гонди подряд занимали кафедру епископа Парижского с кардинальским званием.
Подобно семействам Строцци и Гвальфредуччи, флорентийские патриции Гонди производили себя от некого Филиппи, который был возведён в рыцари самим Карлом Великим. Родоначальник рода, Гондо Гонди, в 1251 году заседал во флорентийском сенате и поставил свою подпись на договоре с генуэзцами. Его потомки носили титул великого приора республики. Джулиано да Сангалло построил для них на пьяцца Сан-Фиренце палаццо Гонди, а в церкви Санта-Мария-Новелла у них имелась фамильная капелла. Из рода Гонди происходила Маддалена (1437—1503) — прабабушка Козимо I Медичи.
В 1505 году один из Гонди, именем Альберти, обосновался в Лионе, где открыл собственный банк. Сын его, Альбер де Гонди (1522—1602), — влиятельный советник другой уроженки Флоренции, Екатерины Медичи, и один из вдохновителей Варфоломеевской ночи. За своё рвение в борьбе с гугенотами произведён в маршалы Франции. Носил титулы сначала маркиза Бель-Иля, потом — герцога Реца.
Его супруга, Клод-Катрин де Клермон-Тоннер, принесла в дом Гонди область Рец на стыке границ Бретани и Пуату. Как особо доверенное лицо Екатерины Медичи она воспитывала её венценосных детей. В зрелом возрасте содержала литературный салон в Париже, стояла у истоков Академии поэзии.
Из сыновей этой четы старший, Шарль, погиб ещё при жизни отца при попытке взять Мон-Сен-Мишель. От брака с Антуанеттой Орлеанской (дочерью герцога Лонгвиля и кузины Генриха IV) у него был сын Анри, унаследовавший от деда титул герцога Реца и взявший в жёны герцогиню Бопрё. Их род угас на дочери (за герцогом Коссе-Бриссаком) и внучке (за герцогом Ледигьером).
Брат Альбера де Гонди Пьер и его два сына сделали блестящую карьеру в католической церкви, дослужившись до кардинальского звания. Все трое занимали парижскую кафедру, а младший из них, первый в истории архиепископ Парижский, передал её племяннику Жану Франсуа де Гонди, знаменитому мемуаристу и участнику Фронды. Отец последнего, граф Жуаньи, также был истовым католиком; в 1613—1617 годах у него в доме жил Викентий де Поль.
После смерти последних Гонди в правление Людовика XIV их обширные земельные владения были выкуплены короной. На месте имения Сен-Клу (где в гостях у маршала Гонди был заколот последний король династии Валуа) возникла резиденция Орлеанского дома, а на месте охотничьих угодий Гонди король заложил Версальский дворец. Их столичный особняк был переименован новыми владельцами из отеля Гонди в отель Конде.

## Источник
- Родословие рода Гонди у отца Ансельма  (фр.)